# 黄斑低线鱼
黄斑低线鱼（学名：Chrionema chryseres）为鲬状鱼科低线鱼属的鱼类。分布于夏威夷、日本、台湾岛以及中国东海等海域。该物种的模式产地在夏威夷群岛。